# Dubai Duty Free Tennis Championships 2017
Die Dubai Duty Free Tennis Championships 2017 waren ein Tennisturnier der WTA Tour 2017 für Damen und ein Tennisturnier der ATP World Tour 2017 für Herren in Dubai. Das Damenturnier der WTA fand vom 19. bis 25. Februar 2017, das Herrenturnier der ATP vom 27. Februar bis 5. März statt.

## Herrenturnier
→ Qualifikation: Dubai Duty Free Tennis Championships 2017/Herren/Qualifikation

## Damenturnier
→ Qualifikation: Dubai Duty Free Tennis Championships 2017/Damen/Qualifikation